# Phaleria rotundata
Phaleria rotundata är en skalbaggsart. Phaleria rotundata ingår i släktet Phaleria och familjen svartbaggar. Inga underarter finns listade i Catalogue of Life.